# Hugh Dennis

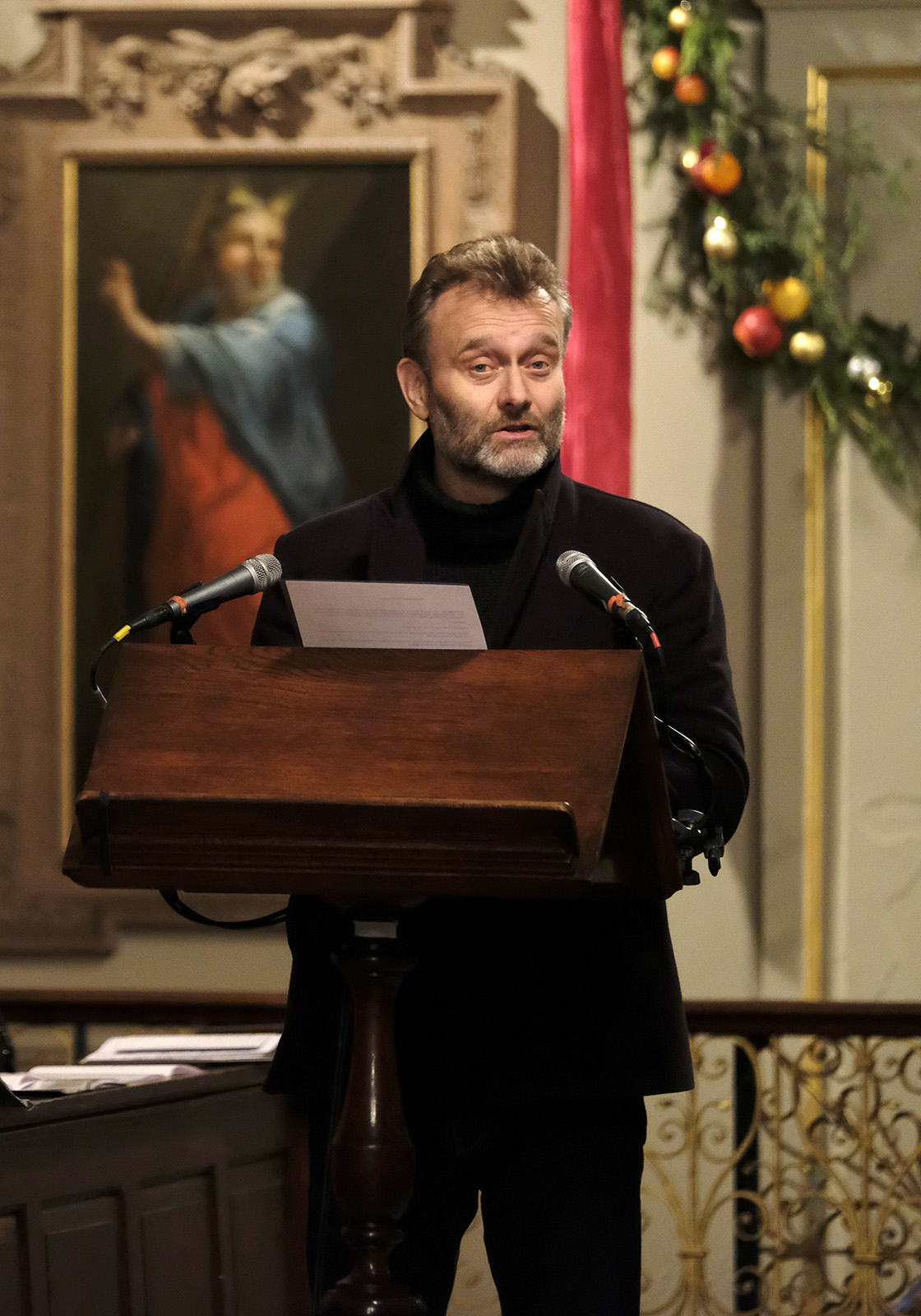
Hugh Dennis bei einer Rede für den National Churches Trust, 2017

Peter Hugh Dennis (* 13. Februar 1962 in Kettering, Vereinigtes Königreich) ist ein britischer Komiker, Schauspieler, Imitator, Moderator und Autor. Er trat in jeder Folge von Mock the Week (2005–2022) und zusammen mit Steve Punt als Punt and Dennis auf.

## Kindheit
Dennis wurde am 13. Februar 1962 im britischen Kettering als Sohn einer Lehrerin und des anglikanischen Priesters John Dennis geboren. Sein älterer Bruder John Dennis Jr. war Diplomat des Vereinigten Königreiches in Angola und Repräsentant des Vereinigten Königreiches in Taiwan. Kurz nach Hugh Dennis' Geburt wurde sein Vater als Pfarrer in den Londoner Vorort Mill Hill berufen, woraufhin die Familie dorthin umzog. Er besuchte die private University College School und trat dem Rugbyteam bei. Anschließend studierte er Geographie am St John’s College und erhielt dafür eine Exhibition (eine finanzielle Unterstützung aufgrund guter Leistungen, die jedoch nicht der Höhe eines Stipendiums entspricht). Da er sein Studium sehr ernst nahm, wurde ihm der Spitzname Desk Dennis (zu Deutsch: Schreibtisch Dennis) verliehen. Er schloss das Studium mit einer Thesis über die Räumliche Verteilung von Grundschulbildung in Wakefield des 19. Jahrhunderts ab, welche die First Class Honours, die höchste erreichbare Auszeichnungsstufe, erhielt.
Während seiner Studienzeit trat er dem Cambridge University Footlights Dramatic Club bei und sammelte erste Bühnenerfahrungen. Dort traf er außerdem erstmals auf seinen späteren Kollegen Steve Punt. 2016 sagte Dennis in einem Interview, der MI5 habe in dieser Zeit versucht ihn anzuwerben. Er lehnte dies jedoch ab, nachdem ihm in einem Jobinterview gesagt wurde, dass seine Stelle auch das „Umlegen von Leuten“ (original: to do people over) beinhalten würde.

## Karriere
Nach dem Abschluss seines Studiums arbeitete Dennis für sechs Jahre in der Marketing-Abteilung von Unilever, während er an Wochenenden in Londoner Comedy-Clubs auftrat. Während seiner Zeit bei Unilever wurde er Markenmanager von Axe. 1989 war Dennis Teil der BBC Radio 1 Sendung The Mary Whitehouse Experience, welche mit ihm und Punt sowie David Baddiel und Rob Newman aus zwei Komikerduos bestand. In jeder Folge wurde zunächst ein Thema benannt, das durch Monologe und Sketche hypothetischer Szenen besprochen wurde. Dennis entschied sich, unter seinem Zweitnamen Hugh aufzutreten, um eine Verwechslung mit dem Schauspieler Peter Dennis zu vermeiden. Da die Sendung an Werktagen aufgezeichnet wurde, nahm er ein Sabbatical bei Unilever, kehrte jedoch nicht mehr in das Unternehmen zurück. Seine Familie unterstützte ihn bei diesem Schritt. The Mary Whitehouse Experience wurde nach vier Radiostaffeln von BBC Two durch zwei Staffeln im Fernsehen ergänzt.
Dennis setzte die Zusammenarbeit mit Punt auch nach Ende der Sendung fort. Zunächst im Fernsehen von 1994 bis 1995 mit The Imaginatively Titled Punt & Dennis Show, später im Radio It's Been a Bad Week, The Party Line und The Now Show, die zusammengenommen von 1998 bis 2024 produziert wurden. Es folgten fünf Touren durch das Vereinigte Königreich zwischen 1992 und 2024.
Außerhalb von Punt and Dennis imitierte Dennis zunächst Stimmen bekannter Persönlichkeiten für die Satiresendung Spitting Image, darunter auch die des Erzbischofs von Canterbury, dem sein Vater zu diesem Zeitpunkt unterstand, und trat zweimal als Kandidat bei Have I Got News for You auf. Bei Mock the Week (2005–2022) trat Dennis, abgesehen von Moderator Dara Ó Briain, als einziger in allen regulären Folgen (234) auf. In der letzten Folge durfte er für einen Teil der Sendung die Moderation übernehmen. Zusammen mit Oz Clarke nahm er 2009 ein 60-minütiges Weihnachtsspecial Oz and Hugh Drink to Christmas auf, das 2010 zu einer vierteiligen Miniserie Oz and Hugh Raise the Bar erweitert wurde.
Von 2000 bis 2006 spielte er den Hausarzt Piers Crispin in der Sitcom My Hero. Zeitgleich war er Teil der Radiosendung Revolting People, die anfangs kurz vor dem und später im Amerikanischen Unabhängigkeitskrieg spielt. Im Anschluss stellte er in der halbimprovisierten Familien-Sitcom Outnumbered den Familienvater Pete dar und erhielt für das Weihnachtsspecial eine BAFTA-Nominierung. Des Weiteren ist er regelmäßiger Gast in diversen britischen Panel-Shows, darunter QI und Would I Lie to You?. 2011 moderierte er die Sketch-Comdyserie Fast and Loose. In Not Going Out, der am zweitlängsten laufenden britischen Sitcom, spielt er seit der 7. Staffel im Jahre 2014 den Charakter Toby. In der ersten Staffel der Dramedyserie Fleabag übernahm er die Nebenrolle eines Bankmanagers. In der vierten Staffel von Taskmaster belegte er 2017 den vorletzten Platz. 2021 hatte Dennis einen Cameoauftritt als Wissenschaftler eines MI6-Labors in James Bond 007: Keine Zeit zu sterben. 2023 gewann er das Weihnachtsspecial in The Festive Pottery Throwdown, bei der bekannte Persönlichkeiten in einem Töpferwettbewerb gegeneinander antraten.
Zusammen mit Julia Bradbury moderierte er 2012 die vierteilige Dokumentation The Great British Countryside und seit 2021 präsentiert Dennis die Community-Archäologiesendung The Great British Dig. Für den Kinderkanal CBBC nahm Dennis das Voiceover zu Sam and Mark's Guide to Dodging Disaster und The Zoo auf.

## Privates
Dennis lebt mit seiner Frau Claire Dennis, die er am Set von Outnumbered kennengelernt hat, in London. Das Paar heiratete 2022, nachdem Dennis bereits von 1987 bis 1993 mit Miranda Carroll und von 1996 bis 2015 mit Catherine Abbot-Anderson verheiratet war. Aus der Ehe mit Catherine Abbot-Anderson stammen ein Sohn und eine Tochter.
Er ist Mitglied der Royal Geographical Society, und 2008 verlieh ihm die University of Northampton die Ehrendoktorwürde. 2024 wurde er Kanzler der University of Winchester. Des Weiteren unterstützt er den National Churches Trust, der sich für den Erhalt von Kirchengebäuden in Großbritannien einsetzt. 2007 nahm er an der L'Étape du Tour teil, bei der Amateurfahrer eine Etappe der Tour de France fahren. Im Jahre 2011 absolvierte er für die Alzheimer's Society den 10-Meilen-Lauf Great South Run. Er ist Fan des FC Arsenal.

## Filmografie
- 1989–91: Spitting Image (Satierische Puppensendung, nur Stimme)
- 1991–92: The Mary Whitehouse Experience (Comedyserie, 2 Staffeln)
- 1992: Me, You and Him (Fernsehserie, 1. Staffel)
- 1992: A Word in Your Era (Fernsehserie, 1 Folge)
- 1993: The Easter Stories (Comedy-Miniserie, 1 Folge)
- 1994–95: The Imaginatively Titled Punt & Dennis Show (12 Folgen)
- 1996: The Detectives (Fernsehserie, 1 Folge)
- 1997: Brass Eye (Satiresendung, 1 Folge)
- 2000: Doctors (Seifenoper, 1 Folge)
- 2000: Jack Dee's Happy Hour (8 Folgen, nur Stimme)
- 2000–06: My Hero (Sitcom, 51 Folgen)
- 2002: TV to Go (Fernsehsendung, 2. Staffel)
- 2005–22: Mock the Week (Satieresendung, 245 Folgen)
- 2007–14, 2016, 2024: Outnumbered (Sitcom, 36 Folgen sowie Specials)
- 2009: New Tricks – Die Krimispezialisten (Fernsehserie, 1 Folge)
- 2009: Hotel Babylon (Fernsehserie, 1 Folge)
- 2009, 2010: QI (Fernsehsendung) (Fernsehserie, 2 Folgen)
- 2011: Fast and Loose (Comedyserie, 8 Folgen, Moderator)
- 2013: Agatha Christie’s Marple (1 Folge, Mord nach Maß)
- 2014–heute: Not Going Out (Sitcom, 36 Folgen[20])
- 2014–15: Ballot Monkeys (Sendung im Zuge der Wahl, 5 Folgen)
- 2016: Drunk History (Comedysendung, 2 Folgen)
- 2016: Inspector Barnaby (Fernsehserie, 1 Folge)
- 2016, 2017: Insert Name Here (Comedysendung, 2 Folgen)
- 2016–17: Fleabag (Fernsehserie, 4 Folgen)
- 2017: Taskmaster, (Unterhaltungssendung, 8. Staffel)
- 2017: The Zoo (Dokumentation für Kinder, 15 Folgen, nur Stimme)
- 2018: Richard Osman's House of Games (Spielshow, 5 Folgen)
- 2018: Trollied (Sitcom, 1 Folge)
- 2018: Nativity Rocks! (Film)
- 2019: Urban Myths (Fernsehserie, 1 Folge)
- 2019: Yorkshire Airport (Dokumentationsserie, Erzähler, 6 Folgen)
- 2020: McDonald & Dodds (Fernsehserie, 1 Folge)
- 2020-heute: The Great British Dig (Fernsehsendung, Moderator, 20 Folgen[20])
- 2022: Huge Homes with Hugh Dennis (Fernsehsendung, Moderator)
- 2022: Murder, They Hope (Fernsehserie, 1 Folge)
- 2023: The Couple Next Door (Fernsehserie, 7 Folgen)
- 2023: The Festive Pottery Throwdown (Fernsehsendung, Weihnachtsspecial)
- 2024: Pointless (Gast-Comoderator, 11 Folgen)
- 2025: Two Men on a Bike

## Werke
- 2014: Britty Britty Bang Bang: One Man's Attempt to Understand His Country. Headline Publishing Group. London 2014. ISBN 9780755364329.

## Auszeichnungen
| Jahr | Preis                                  | Kategorie                    | Nominierung                        | Ergebnis  |
| ---- | -------------------------------------- | ---------------------------- | ---------------------------------- | --------- |
| 1994 | Writers' Guild of Great Britain Awards | Light Entertainment          | Canned Carrott                     | Gewonnen  |
| 2010 | BAFTA TV Awards                        | Best Male Comedy Performance | Outnumbered: The Christmas Special | Nominiert |
| 2011 | British Comedy Awards                  | Best TV Comedy Actor         | Outnumbered                        | Nominiert |